# Calpoparia
Calpoparia é um gênero de traça pertencente à família Arctiidae.